# Peschiera (architettura)

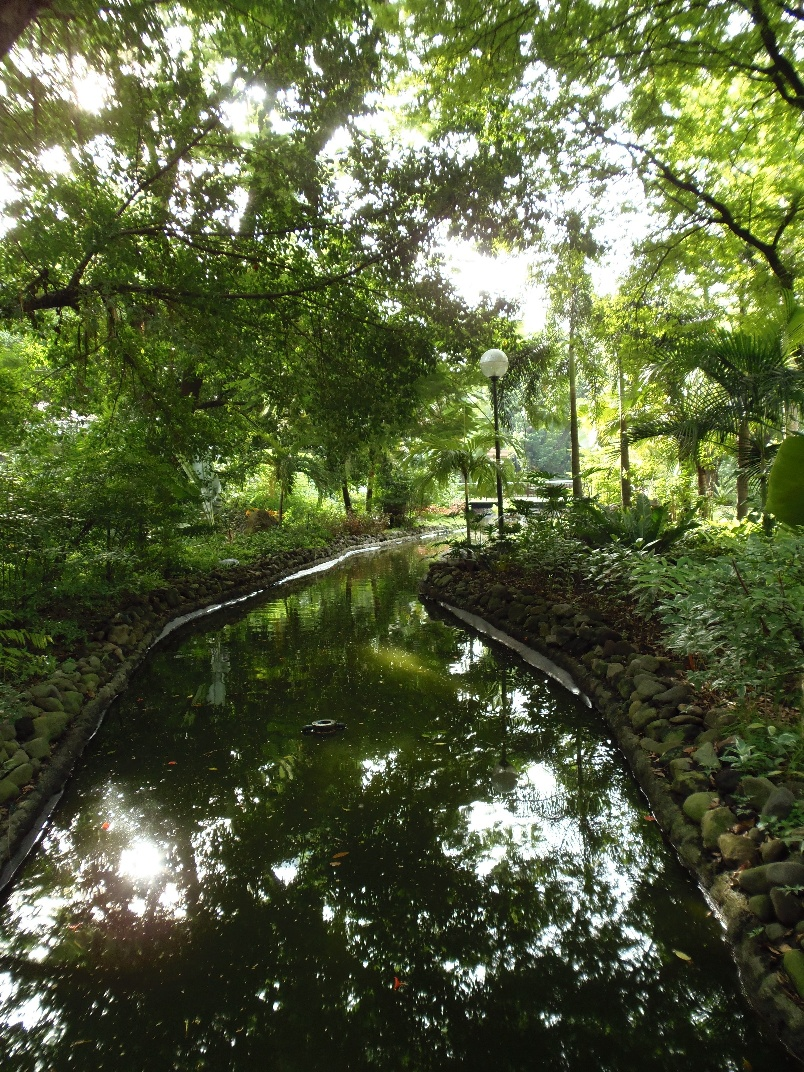
Peschiera nel parco di Makati nelle Filippine

La peschiera è una vasca di grandi dimensioni, in genere realizzata in muratura o tramite scavo, che assolve alle esigenze legate alla raccolta e alla distribuzione delle acque.
Vi viene immessa con apposite canalizzazioni l'acqua proveniente da sorgenti  che raccolta può essere utilizzata per l'allevamento di pesci o uccelli acquatici.
L'acqua in eccesso fuoriesce in canali successivi ed alimenta abbeveratoi e lavatoi ed infine viene utilizzata per l'irrigazione.
Il territorio rurale italiano abbonda di questi elementi architettonici, che in qualche caso, nel tempo, hanno dato origine a borghi e quartieri.